# Hans (prénom)
Pour les articles homonymes, voir Hans.

## Sens et origine du nom
Hans est un prénom masculin danois, allemand et néerlandais, c'est un diminutif de Johannes que l'on trouve aussi sous la forme Hannes. Hansel, Hänsel, Hänschen sont des hypocoristiques, signifiant « petit Hans ». Il y a aussi une variante féminisée Hansi.
Les noms Hanns, Hannes, Hansele, Hansal, Hensal, Hanserl, Hännschen, Hennes, Hänneschen, Henning, Henner, Honsa, Johan, Johann, Jan, Jannès, Jo, Joha, Hanselmann, Hansje sont également dérivés de Johannes en allemand et dans d'autres langues germaniques, utilisés comme prénoms ou comme patronymes.

## Variantes
- français : Jean
- anglais : John
- arménien : Hovhannes
- arabe : Yahana ou Yohanna
- breton : Yann
- gaélique : Ian
- irlandais : Séan, puis revenant par des formes anglicisées Sean, Shawn, Shaun, Shane
- gaélique : Eoin
- maltais : Gwann, Ganni
- hongrois : Márk
- islandais : Jón
- roumain : Ion
- letton : Janis
- serbe : Jovan
- hébreu : Shon
- lombard : Giuan
- bulgare : Ivan (Иван)

## Personnages célèbres
Quelques exemples de personnages ayant Hans comme prénom :
- Hans Christian Andersen
- Hans Arp
- Hans Dürer
- Hans Liebherr
- Hans Memling (ca 1435/1440-1494), peintre allemand.
- Hans Périnet-Martel
- Hans Sachs
- Hans Johann Spinnermann
- Hans-Joachim Stuck
- Hans von Bülow
- Hans Wilsdorf
- Hans Zimmer